# 從此以後 (小說)
《從此以後》（日语：それから）是日本作家夏目漱石的小说，1909年6月27日开始在《東京朝日新聞》與《大阪朝日新聞》上连载，次年1月由春陽堂書店出版。 《三四郎》（1908）、《それから]]》（1909）和《門 (小説)》（1910）构成了第一部三部曲。故事讲述了长井代助不从事固定职业，每月去本家拿一次钱，过着富裕的生活，他决定和朋友平冈常次郎的妻子三千代一起生活。
小说的世界设定在1909年，其中提到作品之外的世界，例如东京高等商业纷争，再《从此以后》连载之前的《烟灰》连载以及日糖事件。
它于1985年被拍成电影，由森田芳光执导，松田優作主演。
2017年，由CLIE改编为舞台剧，由平野良主演。

## 改編作品
- 1985年日本電影《從此以後》（港譯《其後》），由森田芳光執導。松田優作、小林薰、藤谷美和子等人參演。

## 外部連結
- （页面存档备份，存于）  - それから（日语版页面）
- 『從此以後』：新字旧仮名 - 青空文庫（日語）
- 『從此以後』：新字新仮名 - 青空文庫（日語）